# آديلايد ليرو
اديلايد ليرو (بالفرنسية: Adélaïde Leroux)‏ هي ممثلة فرنسية، ولدت في 30 ديسمبر 1982 في فرنسا.

## أعمال

### أفلام
- (2008) منزل
- (2010) العيش على الحب لوحده

## وصلات خارجية
- آديلايد ليرو على موقع IMDb (الإنجليزية)
- آديلايد ليرو على موقع ألو سيني (الفرنسية)
- آديلايد ليرو على موقع أول موفي (الإنجليزية)
- آديلايد ليرو على موقع قاعدة بيانات الأفلام السويدية (السويدية)
- آديلايد ليرو على موقع قاعدة بيانات الفيلم (الإنجليزية)
- آديلايد ليرو على موقع كينوبويسك (الروسية)